# Klubi Sportiv Vllaznia 2010-2011

## Rosa
| N. |                       | Ruolo | Calciatore           |
| -- | --------------------- | ----- | -------------------- |
| 1  | Albania (bandiera)    | P     | Armir Grimaj         |
| 2  | Albania (bandiera)    | D     | Dritan Smajlaj       |
| 4  | Albania (bandiera)    | D     | Ervis Kraja          |
| 7  | Albania (bandiera)    | C     | Ndriçim Shtubina     |
| 12 | Albania (bandiera)    | P     | Ervin Hallunaj       |
| 14 | Albania (bandiera)    | C     | Armando Vajushi      |
| 15 | Albania (bandiera)    | C     | Ansi Nika            |
| 16 | Albania (bandiera)    | C     | Alis Baçi            |
| 17 | Albania (bandiera)    | D     | Arsen Sykaj          |
| 18 | Montenegro (bandiera) | D     | Blažo Rajović        |
| 20 | Kosovo (bandiera)     | C     | Ilir Nallbani        |
| 25 | Montenegro (bandiera) | P     | Miroslav Vujadinović |
| 28 | Albania (bandiera)    | C     | Edon Hasani          |

| N. |                    | Ruolo | Calciatore       |
| -- | ------------------ | ----- | ---------------- |
|    | Kosovo (bandiera)  | D     | Liridon Kukaj    |
|    | Serbia (bandiera)  | D     | Vladimir Jašić   |
|    | Albania (bandiera) | D     | Albi Llënga      |
|    | Albania (bandiera) | C     | Amarildo Belisha |
|    | Albania (bandiera) | C     | Albert Kaçi      |
|    | Albania (bandiera) | C     | Ari Djepaxhia    |
|    | Albania (bandiera) | D     | Klodian Samina   |
|    | Albania (bandiera) | C     | Olsi Goçaj       |
|    | Albania (bandiera) | A     | Arenc Dibra      |
|    | Croazia (bandiera) | A     | Danijel Jumić    |
|    | Albania (bandiera) | A     | Vioresin Sinani  |
|    | Albania (bandiera) | A     | Valdan Nimani    |
|    | Serbia (bandiera)  | A     | Marko Jovanović  |